# Rembrandt Frerichs
Rembrandt Frerichs (1977) is een Nederlandse jazzpianist en componist. Als student kreeg hij van het Fonds voor excellerende jonge musici een studiebeurs voor het conservatorium van New York. Hij studeerde cum laude af aan het Koninklijk Conservatorium in Den Haag. Op 22-jarige leeftijd debuteerde hij op het North Sea Jazz Festival. Hij werkte samen met onder meer saxofonist Michael Brecker, die over hem zei: "This guy sounds great". Rembrandt speelt in diverse eigen ensembles, zoals het Rembrandt Frerichs Trio (met Tony Overwater en Vinsent Planjer) en Levantasy. In zijn spel laat hij zich naast de Amerikaanse jazztraditie ook beïnvloeden door Arabische muziekstijlen en de filosofie.
Frerichs is hoofdvakdocent jazzpiano aan het conservatorium van Tilburg en werkt als gastdocent aan de conservatoria van Amsterdam, Rotterdam en Utrecht. Ook is hij artistiek leider van enkele culturele podia, zoals het Rabo Jazz Festival (Oud-Beijerland), de Waterfront Jazz Club (Almere) en de Regentenkamer (Den Haag).
Zijn debuut-cd, Self Portrait (2006), werd genomineerd voor een Edison Award en was "Album van de week" op London Jazz Radio.
In 2010 speelde Rembrandt Frerichs in de legendarische jazzclub Birdland in New York, samen met onder meer trompettist Michael Varekamp. Datzelfde jaar schreef het NRC Handelsblad over hem: "Rembrandt maakt van jazz een rijker verhaal".
Zijn composities worden gespeeld en op de plaat gezet door musici uit de klassieke, wereld- en jazzmuziek.
Met zijn Rembrandt Frerichs Trio verzorgt hij voor Nederlandse musea een serie concerten ("De kunst van het trio") waarbij speciaal gecomponeerde en geïmproviseerde muziek ten gehore wordt gebracht, geïnspireerd op de kunstwerken in het museum.

## Discografie
- 2006 – Rembrandt Frerichs - Self Portrait (studioalbum)
- 2009 – Rembrandt Frerichs - Ordem E Progesso Vol.1 (studioalbum)
- 2010 – Rembrandt Frerichs - Ordem E Progesso Vol.2 (studioalbum)
- 2010 – Kepera Trio & Yoram Lachish - Levantasy (studioalbum)
- 2011 – Rembrandt Frerichs Trio - Continental
- 2012 – Michael Varekamp & Rembrandt Frerichs - Sehnsucht (liveopname)
- 2013 – Acoustic Compass (met Rembrandt Frerichs, Tony Overwater, Michalis Cholevas, Bassem Alkhouri en Oded Tzur)
- 2014 – Rembrandt Frerichs Trio - A Long Story Short
- 2016 – Klaartje van Veldhoven & Rembrandt Frerichs Trio - Normal Gets you Nowhere
- 2017 – Hermine Deurloo & Rembrandt Frerichs - Living Here
- 2018 – Rembrandt Frerichs Trio - The Contemporary Fortepiano
- 2018 – Ravichandra Kulur, Rembrandt Frerichs & Heiko Dijker - Out the Frame
- 2019 – Kayhan Kalhor & Rembrandt Frerichs Trio - It's Still Autumn
- 2020 – Rembrandt Frerichs Trio - Graffiti Jazz
- 2020 – Rembrandt Trio & Hossein Alizadeh - Same Self, Same Silence
- 2021 – Rembrandt Trio - A Wind Invisible Sweeps Us Through The World
- 2022 – Rembrandt Frerichs, Alma Quartet, Dominic Seldis & Vinsent Planjer - Piano Concertos Nos. 1 & 2
- 2023 – Mohammad Motamedi & Rembrandt Trio - Intizar. Songs of longing

## Prijzen en onderscheidingen
- 2000 – VSB Jazz Award – finalist
- 2004 – geselecteerd voor het European Jazz Youth Orchestra (waarmee hij een tournee maakte door Brazilië en Europa)
- 2006 – tweede prijs Blue Note Records Festival Young Talent
- 2007 – Deloitte Jazz Award – Stimulans Prijs
- 2007 – CD "Self Portrait" Edison award – nominatie